# Грозная семейка
«Грозная семейка» (англ. The Thundermans, «Сандермены») — американский супергеройский комедийный телесериал, премьера которого состоялась на канале Nickelodeon 14 октября 2013 года. Сериал рассказывает о семье Сандермэнов - супергероях, которые пытаются сбалансировать свои суперспособности с обычной жизнью.

## Сюжет
Сериал вращается вокруг Сандерменов, семьи со сверхспособностями, которые пытаются жить нормальной жизнью в вымышленном городе Хидденвиль. Семья состоит из родителей Хэнка и Барб Сандермены и их детей: близнецов Фиби и Макса, младшей сестры Норы, младшего брата Билли и младшей сестры Хлои. Семье приходится скрывать свои суперспособности от жителей городка, сохраняя при этом обычную жизнь. Родители Хэнк и Барб пытаются жить нормальной жизнью и не использовать свои сверхспособности — хотя и не очень успешно — в то время как Нора и Билли любят использовать свои, когда это возможно. Бывший суперзлодей по имени доктор Колоссо был превращен в кролика и живет в логове Макса в подвале, предлагая ему совет, как стать злодеем.
Персонажи
Фиби (Кира Косарин) и Макс (Джек Гриффо) Сандермены — 12-летние  двойняшки, развитые благодаря супергеройским скочкам в возрасте и по виду и интеллектуально на 16, которые обладают сверхъестественными способностями, унаследованными от родителей. Фиби - старшая дочь Сандерменов и обладает способностью телекинеза, позволяющей ей двигать предметы, не докасаясь их. Она отличница и мечтает стать супер-героиней, как ее родители. Фиби часто выступает голосом разума в семье и пытается удержать своих братьев и сестер от неприятностей. Макс - брат-близнец Фиби и обладает способностями телекинеза и замораживания дыхания. Он забавляется и любит прикалываться над своими братьями и соседями. Макс часто использует свои способности для личной выгоды и постоянно замышляет что-то новое.
Нора Сандермен (сыграна Эддисон Рики) - Нора - средняя дочь, которая обладает супер-способностью стрелять лазерами из глаз, которые она может использовать для разрушения предметов или атаки врагов. Она является самой вспыльчивой и агрессивной членом семьи Сандермен, часто принимая решения, которые могут привести к непредсказуемым последствиям. Она любит внимание и часто становится центром внимания, что может привести к конфликтам с другими членами семьи. Нора также имеет слабость к моде и красоте, она часто пробует новые стили и эксперименты с внешностью.
Билли Сандермен (сыгран Диего Веласкесом) - Билли - младший брат Фиби и Макса, обладает способностью высокой скорости, Билли может бегать на невероятной скорости, позволяя ему перемещаться взрывными темпами, уверенно преодолевая любые препятствия на своем пути. Благодаря своей способности, Билли может быстро путешествовать в любую точку города или мира и быстро реагировать на любые ситуации. Характер Билли Сандермена отличается от характера его брата-близнеца Макса. Билли более рассудительный, чем Макс, и иногда более чувствителен. Он может быть наивным и доверчивым, и его недостаточно опыта часто ставит его в неприятные ситуации. Билли очень заботливый и защитительный по отношению к своей семье и друзьям. Он готов на все, чтобы защитить своих близких, и старается помочь им в любых ситуациях. Кроме того, Билли очень дружелюбный и общительный, и легко находит общий язык с другими людьми. Он также является любителем спорта и играет в баскетбол, что помогает ему сохранять свою физическую форму и улучшать свои способности. Билли может иногда быть неуверенным в своих силах и чувствовать себя менее уверенно в сравнении с Максом, но он старается преодолевать свои страхи и проблемы с помощью своей семьи и друзей
В конце второго сезона Хлоя представлена как младшая сестра. Хлои Сандермен (сыграна Мая Ле Кларк) - Хлоя - младшая сестра и сначала оладает своей детской суперспособностью - пускать мыльные пузыри из рук, когда ее щекотно , потом (с 3. сезона) телепортацией, которую она только начинает осваивать. Хлоя обожает свою семью.
Фиби, Макс, Барб и Ханк уже получили способность предвидеть опасность, остальные получат, когда станут постарше.
Сезоны:
1. Сезон - в первом сезоне зрители знакомятся с главными героями, их супер-способностями и жизнью в Хидденвилле. Семья сталкивается с различными проблемами, включая первый день в новой школе и попытки скрыть свои суперспособности от соседей. Сезон также включает эпизоды, посвященные отдельным членам семьи и их приключениям.
2. Сезон - второй сезон продолжает истории героев, показывая их борьбу с новыми злодеями и проблемами в школе. Сезон также включает эпизоды, посвященные межличностным отношениям в семье и друзьям героев.

В течение третьего сезона Фиби начинает обучение, чтобы стать супергероем, в то время как главный суперзлодей, Тёмный Властелин, тренирует Макса, чтобы стать злодеем. В конце сезона Тёмный Властелин просит Макса доказать, что он злодей, отняв у Фиби силы. Однако Макс выбирает свою семью и вместо этого становится супергероем, помогая им победить Тёмного Властелина.
В течение четвертого сезона Макс и Фиби в своей команде Thunder Twins выбираются в качестве кандидатов на членство в элитной команде Лиги героев под названием Z-Force. В середине сезона Фиби случайно поглощает силы Тёмного Властелина, которые обращают её во зло, но её семья спасает её. В конце концов, Фиби и Макс становятся новыми лидерами Z-Force и зачисляют Сандерменов в качестве членов.

## В ролях

### В главных ролях
- Кира Косарин — Фиби Сандермен
- Джек Гриффо — Макс Сандермен
- Диего Веласкес — Билли Сандермен
- Эддисон Рик — Нора Сандермен
- Крис Таллман — Хэнк Сандермен
- Роза Блази — Барб Сандермен
- Майя Ле Кларк — Хлоя Сандермен (с 3 сезона)

### Второстепенные роли
- Дэна Снайдер — доктор Колоссо
- Одри Уайтби — Черри
- Райан Ньюман — Эллисон
- Тэннэр Стайн — Ойстэр
- Кенни Ридван — Гидеон
- Джейк Борелли — Вольфганг
- Баррет Карнахан — Линк
- Хелен Ридван — миссис Вонг
- Джефф Мичам — директор Бредфорд
- Даниэль Гэйтер — супер президент Крутисон
- Харви Гриен — кузен Пузырь

## Производство
Сериал был продлён на второй сезон 20 декабря 2013 года. 4 марта 2015 года было подтверждено, что сериал продлён на третий сезон. 2 марта 2016 года сериал продлили на четвёртый сезон. 27 июня 2017 года было объявлено, что сериал закончится после 4 сезонов и 103 эпизодов.

## Список серий

### 1 сезон
1. Сиделки-супергерои
2. Званый ужин
3. Табель успеваемости
4. Фиби против Макса
5. Странная научная ярмарка
6. Гость на выходные
7. Свободный день
8. Фиби теперь клон
9. Похоже, это работа для…
10. Сандермэны слетают с катушек
11. Счастливой годовщины
12. Преступление за преступлением
13. Голосуй за Сандермэна
14. Шестое чувство Сандермэна
15. Ледяной день рождения
16. Отпуск мечты
17. Безумная ночевка
18. Хор раздора
19. Добрый доктор Сандермэн
20. Во все тяжкие с Хэнком

### 2 сезон
1. Четыре героя и ребёнок
2. Гимнастика и зависть
3. Гром-фургон
4. Искусный обмен
5. Ученики Макса
6. Родителям не понять
7. Верный фанат
8. Фиби зажигает
9. Приключения в торговом центре
10. Полный провал
11. Вечные друзья
12. Призраки дома Сандермэн
13. Кто твоя мамочка
14. Невероятные крысиные бега
15. Зимняя сказка
16. Познакомьтесь со Злодемэнами
17. Синий детектив
18. Рождение героя — часть 1
19. Рождение героя — часть 2
20. Неприятности с близнецами
21. Линк, да не тот
22. Битва за накидку
23. Кухня зовёт
24. Группа одного хита
25. Девушка с бумажным драконом

### 3 сезон
1. Встать на путь истинный
2. Фиби против Макса: продолжение
3. Жизнь насекомых
4. Юные преступники
5. Опасные горки
6. Зло не дремлет
7. Разрыв
8. Двойняшки-игроманы
9. Цветок и предательство
10. Пираты двадцать первого века
11. Свидание
12. Старым менторам тут не место
13. Сандермэны в беде — часть 1
14. Сандермэны в беде — часть 2
15. Игровой вечер
16. Поцелуй меня, Нэйт
17. Стереть из жизни
18. Неприятности с собачкой
19. Несносная тётя
20. Назад в школу
21. Рождённый разыгрывать
22. Любовь и шпионаж
23. Трубы и брызги
24. Таинственный вор
25. Фибин Гуд
26. Знакомство с родителями

### 4 сезон
1. Фальшивое свидание
2. Команда супергероев
3. Изгнание Сандермэнов — часть 1
4. Изгнание Сандермэнов — часть 2
5. Хэллоуин с Сандермэнами
6. Макс-предсказатель
7. Свадьба мечты
8. Идеальный уход
9. Парк динозавров
10. Все хотят в спецотряд
11. Макс за решеткой
12. Грозные игры — часть 1
13. Грозные игры — часть 3
14. Лекарство от разбитого сердца
15. Супер Простофиля
16. Месть художницы
17. Детская неожиданность
18. Что-то страшное грядет
19. Классный брат
20. Гром в Раю — часть 1
21. Гром в Раю — часть 2
22. Супергерои на повторе
23. Поп и рок
24. Некуда бежать
25. Помощник из прошлого
26. Печеньки и ошибки
27. Спасти прошлое
28. Безумный Макс: дорога анархии
29. Сотый подвиг
30. Непростое свидание
31. Добрый дедушка Сандермэн
32. Все президенты — Сандермэны